# Čtyři palice
Čtyři palice jsou přírodní rezervací rozkládající se na rozloze 37,25 ha ve Žďárských vrších nedaleko od vesnice České Milovy. Oblast spravuje AOPK ČR – regionální pracoviště Správy CHKO Žďárské vrchy.

## Předmět ochrany
Přírodní rezervace byla vyhlášena pro ochranu rulových skalních útvarů modelovaných mrazovým zvětráváním a obklopených balvanitými sutěmi se zachovalými původními lesními porosty Žďárských vrchů. Zvětrávání vytvořilo na stěnách drobné prohlubně, tzv. voštiny a na temenech skal skalní mísy.

## Přírodní poměry
Čtyři palice jsou skupina tří hlavních skalních útvarů (Děvín, Čtyřpaličatá, Tvrz) a nízkého skalnatého hřebene (Opomenutá). Zvedají se na jihovýchodním okraji lesnatého hřbetu na východ od obce Křižánky. Složeny jsou z pevné dvojslídné ortoruly. Nejvyšší bod se nazývá Čtyřpaličaté černé skály a dosahuje nadmořské výšky 733 m.

### Čtyřpaličatá skála
Ve středu skupiny stojící hlavní skála, mohutný hranatý útvar dlouhý 50 m s téměř svislou, až 33 m vysokou západní stěnou, ukončenou čtyřmi mohutnými bloky, lidově zvanými palicemi: jejich spodky tvoří převisy a stropy. Názvy palic zleva: Sfinga, Kobyla, Paličák, Bašta. Názvy štěrbin zleva: Jukadlo, Zásek, Sedánek. 40 m široký podstavec skály tvoří 3 mohutné pilíře. Stěna je v údolní třetině přerušena výraznou římsou, zvanou Ochoz.

## Flóra
Území rezervace porůstají smrkové bučiny v nichž je vedle smrku ztepilého (Picea abies) výrazně zastoupen buk lesní (Fagus sylvestris). Na balvanitých svazích je vtroušena jedle bělokorá (Abies alba), javor klen (Acer pseudoplatanus) a ojediněle i jilm horský (Ulmus glabra) a na skalách rostou zakrslé borovice lesní (Pinus sylvatica). Bylinný podrost je chudý a tvoří jej zejména brusnice borůvka (Vaccinium myrtillus), šťavel kyselý (Oxalis acetosella), metlička křivolaká (Avenella flexuosa) a kapraď osténkatá (Dryopteris chartusiana). Skály a sutě jsou porostlé pokryvnou vegetací lišejníků.

## Fauna
Na území rezervace se vyskytuje bohatá fauna bezobratlých živočichů, z obratlovců zde žije ropucha obecná (Bufo bufo), ještěrka živorodá (Zootoca vivipara) a slepýš křehký (Anguis fragilis). Z ptáků zde žijí běžné lesní druhy ze vzácnějších druhů například sýc rousný (Aegolius funereus), lejsek malý (Ficedula parva) a krkavec velký (Corvus corax). Na jaře 2025 tu zahnízdil pár sokola stěhovavého (Falco peregrinus).

## Horolezectví
Skály jsou vyhledávány jako cvičný horolezecký terén pro registrované horolezce. Podle informací Českého horolezeckého svazu je na skalním útvaru Čtyřpaličatá (horolezci nazývaná Paličatá) registrováno 51 lezeckých cest.

## Přístup
Přístup ke skalám je možný po turistických značkách směrem od Milovy, Křižánek nebo ze Svratky po červené značce přes zámeček Karlštejn, dále po modré značce přes Zkamenělý zámek a Milovské Perničky ke Čtyřem palicím.